# Num
Num (Indonesisch: Pulau Num, Biaks: Miosnum) is een eiland in de Indonesische provincie Papoea en is gelegen ten westen van het eiland Japen (Yapen) in de Geelvinkbaai. Het is 84 km² groot en het hoogste punt is 448 m.
Tegenwoordig is het eiland afgesloten voor bezoekers om waterschildpadden die daar eieren leggen niet te verstoren.

## Zoogdieren
Er komt slechts één zoogdier voor, de koeskoes Spilocuscus maculatus.